# Detroit Rock City
Detroit Rock City (Rockeros rebeldes en México, Cero en conducta en España) es una película estadounidense estrenada en 1999 que trata sobre cuatro adolescentes integrantes de Mistery, una banda que han creado en homenaje a Kiss, y que quieren ver tocar a sus ídolos en Detroit, en 1978. El título de la película viene de la canción homónima de Kiss.

## Argumento
Trip, Lex, Hawk y Jam son cuatro adolescentes, residentes en Cleveland en 1978, que harían lo que fuera por ver a Kiss. Tienen entradas para ver a la banda en Detroit, pero la madre de Jam detesta a Kiss, ya que piensa que los integrantes de la banda son mensajeros del diablo y dice que KISS significa Knights In Satan Service (Caballeros al servicio de Satán), por lo que cuando encuentra las entradas las quema después de haber humillado a su hijo delante de todo su colegio.
La madre de Jam lo interna en un colegio católico. Mientras tanto, Trip gana un concurso en la radio, cuyo premio son cuatro entradas para ver tocar a Kiss, por lo que van a sacar a Jam del colegio. Colocan unos monguis u hongos alucinógenos en la pizza del reverendo, por lo que este no se entera de que se llevan a Jam y escapan del colegio.
De camino a Detroit, Trip tira por la ventanilla un trozo de pizza que da en el parabrisas del coche (un Pontiac Firebird Trans-am de 1978) de unos discotequeros (que son dos chicos y dos chicas, una de ellas Christine). Los chicos bajan del coche y Christine se va enfadada por la actitud de sus amigos. Un chico limpia la pizza con el pelo de Hawk. Después les critica por escuchar a KISS, y les rompe la cinta de Love Gun, por lo que los chicos emprenden una pelea con ellos y tiran su coche al río, después los encadenan al quitamiedos y les pintan la cara como Paul Stanley y Gene Simmons. Por el camino ven a Christine y la recogen, discuten sobre el disco y dicen que Kiss nunca hará una canción Disco (se equivocan ya que hicieron I was made for loving you, del disco Dynasty, tiempo después) y al final acaba drogada y dormida.
Al llegar a Detroit e ir a recoger las entradas, descubren que Trip no dio sus datos personales al locutor de la radio, por lo que tuvieron que darle las entradas a otra persona. Al salir descubren que el coche ya no está, y como Christine estaba dentro, sospechan que lo ha robado ella. Los chicos deciden separarse para conseguir entradas. Lex consigue hacerse pasar por miembro de la road crew, pero lo descubren y lo echan. Pierde su miedo a los perros y los utiliza para conseguir su coche y rescatar a Christine de los que habían robado el coche.
Hawk encuentra a un revendedor, pero no tiene dinero, por lo que se mete a un concurso de estríperes y baila (perdiendo su miedo escénico), y aunque después no consigue ganar, una mujer le da el dinero que necesita después de hacer el amor con él, pero el vendedor se va corriendo.
Trip piensa quitarle a un niño pequeño entradas para los KISS, y roba un muñeco. Entra a una gasolinera e intenta atracar a un chico, pero éste llama a su hermano mayor y a sus amigos, que dicen que no le pegarán si les dan 400 dólares. Trip decide robar la gasolinera, pero otro tipo saca una escopeta, y se da cuenta de que debe cambiar para no acabar como él. Impide el atraco con el muñeco de antes, pero los chicos le pegan y le quitan la cartera.
Jam está caminando cuando su madre le ve desde la tribuna de MATMOK (Madres Contra La Música de KISS) y se lo lleva a una iglesia para que confiese. Beth, la chica de la que está enamorado Jam, lo ve y entra con él. Pierden la virginidad en el confesionario, y luego Jam se lo dice a su madre, se rebela contra ella y consigue recuperar sus baquetas (una partida por la mitad).
Cuando se vuelven a juntar los cuatro chicos, ninguno tiene entradas, por lo que Jam propone pegarse una paliza entre ellos para decirle a los guardias que les han atracado. Así lo hacen, pero los guardias no les creen. En ese momento Trip ve a los chicos que le habían pegado y robado antes, y dice que han sido ellos y que tienen su cartera: los guardias cachean a los otros y les dejan pasar.
Ya en el concierto, Gene Simmons escupe sangre y fuego, y saca la lengua; Paul Stanley rompe su guitarra; Ace Frehley echa humo por la guitarra y Peter Criss tira una baqueta, que Jam consigue agarrar al vuelo. La canción que suena en el concierto es Detroit Rock City.

## Reparto
- Edward Furlong como Hawk.
- Sam Huntington como Jeremiah "Jam" Bruce.
- Giuseppe Andrews como Lex.
- James DeBello como Trip Verudie.
- Lin Shaye como la señora Bruce.
- Melanie Lynskey como Beth Bumstein.
- Natasha Lyonne como Christine 16.
- Emmanuelle Chriqui como Barbara.
- Shannon Tweed como Amanda Finch.
- Nick Scotti como Kenny.
- David Quane como Bobby.
- Joe Flaherty como el padre Phillip McNulty.
- Cody Jones como Little Kid.
- Michael Barry como un nerd.
- Matthew G. Taylor como Chongo.
- Robert Smith como Simon.
- Ron Jeremy como estríper.
- Dino Sicoli como chico de la bañera de masajes.
- Pamela Bowen como una conservadora líder anti-Kiss reuniéndose junto a la Sra. Bruce
- Miembros de Kiss:
  - Paul Stanley como El Chico Estrella.
  - Gene Simmons como El Demonio.
  - Peter Criss como El Gato.
  - Ace Frehley como El Hombre del Espacio.

## Curiosidades
- Los chicos conducen a Detroit por el puente Belle Isle. Belle Isle es una isla del río de Detroit.
- Algunas canciones de la película no existían en 1978, como "Makin' It", de David Naughton o "Highway to Hell", de AC/DC, que fueron lanzadas al mercado con posterioridad.
- El concierto tiene lugar viernes 13 de octubre de 1978 a las 8:00 p. m. en Cobo Hall. Kiss no ha tocado en Cobo en octubre.
- El concierto del final de Kiss es como uno de la década de 1970, 8.000 fanes hicieron de extras.
- Muchos de los objetos de Kiss son de la colección de Gene Simmons.
- Los nombres de las chicas, Beth y Christine, son de las canciones de Kiss "Beth" y "Christine Sixteen".
- La primera madre que sale protestando contra Kiss en el grupo MATMOK, la mujer con el pelo castaño y rizado, era la mujer de Paul Stanley. Se divorciaron en 2001.
- El director Adam Rifkin usa el restaurante Blumps en todas sus películas. El logotipo es la abuela de Rifkin.
- Shannon Tweed, la mujer que paga a Hawk en el bar, es la pareja de Gene Simmons. Tienen dos hijos, Nick and Sophie.
- Al principio de la película, Mystery toca Rock and Roll All Nite tocada por los actores.
- En el logo de Mystery, la S es la misma que la del logo de Kiss.
- Los actores son como los miembros de Kiss en las mujeres: Hawk es Paul Stanley y tiene a la supermodelo; Trip es Ace Frehley y tiene a la chica espacial; Jam es Peter Criss y tiene a Beth (Beth es la canción más popular de Criss); Lex es Gene Simmons y tiene a Christine (Gene salió en una ocasión con Cher, por eso a Christine le gusta la música disco).
- Las escenas de Detroit están rodadas en Toronto en octubre de 1998 en la esquina de las calles King y Church. La iglesia es la catedral de St. James, y la entrada al club de estriptis es un aparcamiento. En la escena antes del concierto, cuando van corriendo es en la intersección de las calles King y Church.
- El presentador en el club de estriptis es el actor porno Ron Jeremy.
- La escena del concierto es en Hamilton, Ontario en el Copps Coliseum.
- Algunas escenas de carretera son en la autopista 407 en la zona de Burlington/Oakville.
- Después de tener sexo, Beth le pregunta a Jam si es verdad que Gene Simmons tiene una lengua de vaca. Jam contesta que cree que le quitaron un trozo de debajo de la lengua para que la sacara más.
- Cuando Trip impide el atraco y le preguntan su nombre, contesta: Me llaman Dr. Amor, como la canción Calling Dr. Love.
- Unos cuantos extras para el concierto de Kiss van vestidos con camisetas del disco Dynasty, sacado en 1979, por lo que no participaron en la grabación.
- La escena en la que Trip entra a la gasolinera y se pone a leer cómics se ve claramente que arriba de las historieta de Kiss hay otra llamada "Mystery" lo cual puede ser alusión a que sacaron el nombre de una historieta.
- Cuando Trip entra a "Smiley Mart" en la radio se alcanza a escuchar la canción "Shock me" cantanda por Ace Frehley, y posteriormente se encuentra con el niño pintado de Ace Frehley.

## Banda sonora
1. «The Boys Are Back in Town» interpretado por Thin Lizzy
2. «Shout It Out Loud» interpretado por Kiss
3. «Runnin' with the Devil» interpretado por Van Halen
4. «Cat Scratch Fever» interpretado por Pantera
5. «Iron Man» interpretado por Black Sabbath
6. «Highway To Hell» interpretado por AC/DC
7. «20th Century Boy» interpretado por T. Rex
8. «Detroit Rock City» interpretado por Kiss
9. «Jailbreak» interpretado por Thin Lizzy
10. «Surrender» interpretado por Cheap Trick
11. «Rebel Rebel» interpretado por David Bowie
12. «Strutter» interpretado por The Donnas
13. «School Days» interpretado por The Runaways
14. «Fox On The Run» interpretado por Sweet
15. «Nothing Can Keep Me from You» interpretado por Kiss
16. «Blitzkrieg Bop» interpretado por Ramones

- The Donnas hicieron un videoclip con la canción Strutter, en el que salen ellas pintadas como Kiss, y partes de la película mezcladas con ellas.
- Everclear hace una versión de «The Boys Are Back in Town» que aparece en los créditos de la película.
- Marilyn Manson hace un cover de Highway to hell de AC/DC. La canción solo sale en los créditos.

- Datos: Q1304457